# Łąck (gmina)
Łąck – gmina wiejska w Polsce położona w województwie mazowieckim, w powiecie płockim. W latach 1975–1998 gmina należała administracyjnie do województwa płockiego.
Siedziba gminy to Łąck.
Według danych na 31 grudnia 2013 roku, gminę zamieszkiwało 5245 osób. Według danych z 31 grudnia 2019 roku gminę zamieszkiwało 5408 osób.

## Struktura powierzchni
Według danych z roku 2002 gmina Łąck ma obszar 93,74 km², w tym:
- użytki rolne: 45%
- użytki leśne: 40%

Gmina stanowi 5,21% powierzchni powiatu.

## Demografia

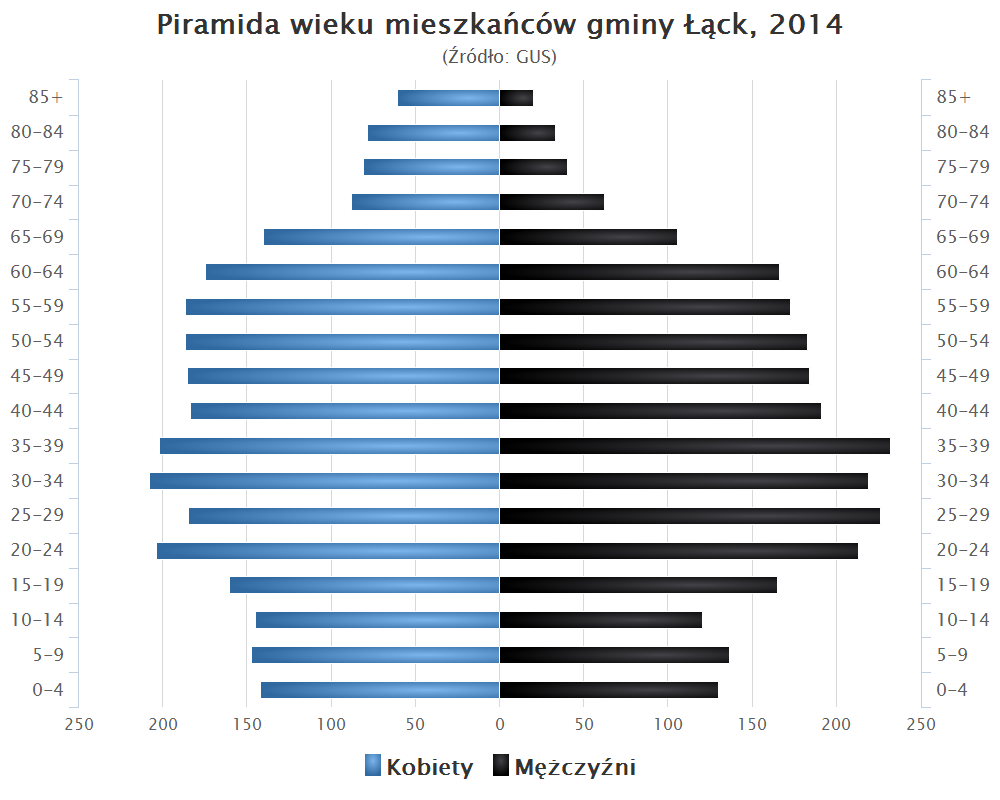
Piramida wieku mieszkańców gminy Łąck w 2014 roku

Dane z 30 czerwca 2004:
| Opis                              | Ogółem | Ogółem | Kobiety | Kobiety | Mężczyźni | Mężczyźni |
| --------------------------------- | ------ | ------ | ------- | ------- | --------- | --------- |
| jednostka                         | osób   | %      | osób    | %       | osób      | %         |
| populacja                         | 4877   | 100    | 2499    | 51,2    | 2378      | 48,8      |
| gęstość zaludnienia (mieszk./km²) | 52     | 52     | 26,7    | 26,7    | 25,4      | 25,4      |

## Sołectwa
Antoninów-Korzeń Rządowy, Grabina, Korzeń Królewski-Podlasie, Koszelówka, Kościuszków-Władysławów, Ludwików, Łąck, Matyldów, Nowe Rumunki, Sędeń Duży, Sędeń Mały, Wincentów, Wola Łącka, Zaździerz, Zdwórz, Zofiówka.

## Sąsiednie gminy
Gąbin, Gostynin, Nowy Duninów, Płock, Szczawin Kościelny